# JAC Sants Barcelona
JAC Club Sants de Barcelona és un club de bàsquet fundat l'any 1935 a la ciutat de Barcelona. La seva principal tasca, com entitat sense ànim de lucre, és la formació esportiva i humana d'infants, joves i adults il·lusionats pel món del bàsquet a través dels valors de l'esport. M.a.g.r.a.d.e.s.

## Història[1]
El JAC Sants nasqué a redós de la Parròquia dels Dolors del barri de Sants, pels volts del 1935. Des del 1939 participà en les competicions de les Joventuts d'Acció Catòlica Espanyola, on assoliren més d'un campionat de Lliga i també la Copa JACE. L'any 1946 s'inscrigué en les competicions de la federació catalana i la primera temporada disputà la final de la Copa Hernán de la seva categoria. La temporada 1956-57 disputà una fase d'ascens a la primera divisió catalana. A l'inici dels seixanta el primer equip abandonà la competició federada una temporada.
L'aparició del minibàsquet fou clau en la seva recuperació i els anys setanta el primer equip fou un dels capdavanters en l'àmbit català disputant tres fases d'ascens a la segona divisió estatal. Amb la inauguració del nou pavelló cobert (1985) s'inicià una etapa que culminà amb l'ascens a la segona divisió estatal (1993) i la participació en la Copa Catalunya. L'any 2010 abandonà la seva històrica pista després que l'Ajuntament la tanqués i passà a jugar al pavelló de l'Espanya Industrial i al de La Bordeta. En Roger Grimau, exjugador professional sortit del planter, va ser l'encarregat de tancar per última vegada el pavelló del Carrer Begur.
Un cop assentat el club en les seves dues pistes Municipals de l'ajuntament de Barcelona i a conseqüència del seu bon treball permet al Primer Equip proclamar-se campió del seu grup de Primera Catalana, amb un gran nombre de jugadors formats a les seves categoríes inferiors. D'aquesta manera obtingué de nou el dret a participar en la Copa Catalunya (2012). Seguint la tendència d'anys anteriors i dotant el club de noves estructures organitzatives el Primer Equip culmina l'ascens a la lliga EBA (categoria d'àmbit nacional gestionada per la FEB), on hi segueix competint avui dia.
La temporada 2023-24 va quedar campió de la nova màxima categoria del bàsquet català, la Super Copa, assolint l'ascens a Tercera FEB.

El JAC, destaca per la seva tasca amb els més menuts i el basquetbol formatiu. Al llarg de la seva història ha obtingut diversos èxits, com un quart lloc al Campionat de Catalunya Infantil (2005) o proclamar-se campió del Campionat de Catalunya de Minibàsquet (2012). Cal remarcar també, a conseqüència de la seva tasca, l'extensa qüantitat de jugadors que un cop passat pels equips del club han donat el salt a pedreres de Clubs ACB com al Futbol Club Barcelona, Joventut de Badalona o al Bàsquet Manresa.
Actualment, juntament amb el FCBarcelona, són els únics clubs de Barcelona amb tots els equips de formació, a partir de la categoria de minibàsquet, competint a les lligues de màxim nivell organitzades per la Federació Catalana de Basquetbol (FCBQ).
| Jugadors Professionals Sortits de la Pedrera | Any Debut | Club             | Màxima Categoria Disputada | Club amb Més Partits Disputats | Temporades en Actiu       |
| -------------------------------------------- | --------- | ---------------- | -------------------------- | ------------------------------ | ------------------------- |
| Roger Grimau Graguera                        | 1996      | Festina Joventut | ACB i Eurolliga            | F.C. Barcelona                 | 19 Temporades (1996-2015) |
| Jordi Grimau Graguera                        | 2001      | F.C. Barcelona   | ACB                        | Manresa                        | En Actiu                  |
| Aitor Gómez Carrillo                         | 2011      | F.C. Barcelona   | Leb Plata                  | F.C. Barcelona                 | En Actiu                  |
| Aleix Font Rodríguez                         | 2016      | F.C. Barcelona   | Leb Or                     | F.C. Barcelona                 | En Actiu                  |